# 門多薩樹鬚鯰
門多薩樹鬚鯰，為輻鰭魚綱鯰形目毛鼻鯰科的其中一種，為溫帶淡水魚，分布於南美洲阿根廷Mendoza河流域，體長可達7.3公分，棲息在底層水域。